# Молчанов, Александр Артёмович
Александр Артемович Молчанов (19 января 1941 — 10 ноября 2014) — советский и украинский ученый в области прикладной математики, математического моделирования нелинейных объектов различной физической природы, теории сложных систем. Доктор физико-математических наук, профессор. Академик АН ВШ Украины с 1993 г.

## Биография
В 1962 г. после окончания Ленинградского госуниверситета был направлен на научную работу Сибирского отделения АН СССР (г. Новосибирск). В 1967 г. окончил аспирантуру при Киевском политехническом институте и защитил кандидатскую диссертацию. С 1968 по 1978 г. работал в Киевском научно-производственном объединении «Кристалл». В 1974 г. защитил докторскую диссертацию. С 1978 и до своей смерти в 2014 году — заведующий кафедрой прикладной математики КПИ. В 1994—2005 гг. — декан факультета прикладной математики НТУУ «КПИ».
Научные интересы — в области численно-аналитического моделирования нелинейных сетей, экспертных систем, микроэлектронных структур и процессов с распределенными параметрами. Руководитель комплексных работ по моделированию сетей информационно-аналитических систем органов исполнительной власти Государственной программы информатизации Украины.

## Научная деятельность
Разработанные при его участии математические методы и программные продукты широко используются в народном хозяйстве Украины и за её пределами.
Активно работал в направлении развития международных научно-педагогических связей, выступает с лекциями и научными докладами в зарубежных учебных и научных центрах.
Автор 180 научных трудов, среди которых 4 монографии и 2 учебных пособия, 12 авторских свидетельств, 4 иностранные патенты.
Под его руководством защищены 18 кандидатских и 2 докторские диссертации.
Член 2 экспертных советов Высшей аттестационной комиссии Украины, член профессионального совета Министерства образования и науки Украины по математике и информатике, член 2 специализированных советов по защите диссертаций, член редколлегии научно-технических журналов: "Научные вести НТУУ «КПИ» и «Математические машины и системы».
Лауреат Награды Ярослава Мудрого АН ВШ Украины (2008). Имел почетное звание «Заслуженный деятель науки и техники Украины» (1998).